# Deluc (månekrater)
Deluc er et nedslagskrater på Månen. Det befinder sig i det forrevne sydlige højland på Månens forside og er opkaldt efter den schweiziske geolog og fysiker Jean-André Deluc (1727 – 1817).
Navnet blev officielt tildelt af den Internationale Astronomiske Union (IAU) i 1935. 

## Omgivelser
Deluckrateret ligger syd-sydøst for Maginuskrateret og den enorme bjergomgivne slette Clavius. Stik øst for Deluc ligger det noget større Liliuskrater.

## Karakteristika
Krateret er dateret til at være dannet før Nedre Imbrian, en periode, som under et også betegnes præ-imbrian, og som varede fra for 4,55 til 3,85 milliarder år siden.
Det er et forholdsvis nedslidt krater, hvor satellitkrateret "Deluc H" er trængt ind i den nordøstlige rand. En trekantet bunke af materiale dækker kraterbunden fra randen af dette indtrængende krater til nær kraterets midte. Småkrateret "Deluc T" er forbundet med den sydlige ydre rand af Deluc og slutter sig til det lille "Deluc D" mod syd.
Resten af kraterranden er ikke helt cirkulær, men har en let udadgående bule mod nordvest. Kraterbunden er slidt og jævnet ud af senere små nedslag, selv om kanten stadig er tydligt aftegnet. Der er et småkrater i bundens nordøstlige del, men det meste af bunden er jævn og kun mærket af små nedslag.

## Satellitkratere
De kratere, som kaldes satellitter, er små kratere beliggende i eller nær hovedkrateret. Deres dannelse er sædvanligvis sket uafhængigt af dette, men de får samme navn som hovedkrateret med tilføjelse af et stort bogstav. På kort over Månen er det en konvention at identificere dem ved at placere dette bogstav på den side af satellitkraterets midte, som ligger nærmest hovedkrateret. Deluckrateret har følgende satellitkratere:
| Deluc | Længde  | Bredde | Diameter |
| ----- | ------- | ------ | -------- |
| A     | 54,1° S | 0,4° V | 56 km    |
| B     | 52,0° S | 0,5° Ø | 38 km    |
| C     | 51,4° S | 0,9° Ø | 28 km    |
| D     | 56,4° S | 2,4° V | 27 km    |
| E     | 60,3° S | 4,3° V | 12 km    |
| F     | 60,0° S | 3,1° V | 38 km    |
| G     | 61,6° S | 0,7° Ø | 27 km    |
| H     | 54,2° S | 2,1° V | 26 km    |
| J     | 53,3° S | 4,1° V | 33 km    |
| L     | 60,8° S | 6,2° Ø | 8 km     |
| M     | 54,9° S | 6,2° V | 19 km    |
| N     | 60,6° S | 0,5° Ø | 10 km    |
| O     | 62,7° S | 4,4° V | 7 km     |
| P     | 58,9° S | 4,8° V | 7 km     |
| Q     | 59,0° S | 3,5° V | 5 km     |
| R     | 55,4° S | 0,6° Ø | 22 km    |
| S     | 61,9° S | 0,2° Ø | 6 km     |
| T     | 55,8° S | 3,1° V | 10 km    |
| U     | 59,0° S | 2,9° V | 5 km     |
| V     | 61,8° S | 1,7° Ø | 9 km     |
| W     | 61,6° S | 1,8° V | 6 km     |

## Måneatlas
- Billeder af Deluckrateret i LPI-måneatlasset